# Червено отместване
Червено отместване е отместването на спектралните линии на химичните елементи към червения край на спектъра, т.е. в посока на увеличаване на дължината на вълната.
Причините за това могат да бъдат няколко:
- Гравитация, източникът на сигнала изпраща сигнала в посока обратна на гравитационното поле, например източникът е на пода, а приемникът на 2 метра височина. Макар промяната в този случай да е нищожна, тя може да бъде регистрирана при земни условия с помощта на ефекта на Мьосбауер. (Опит на Паунд и Ребка с Fe-57 от 1960). Едно елементарно извеждане на промяната на честотата на лъчението използва известната връзка между енергия и маса (E=mc²- Айнщайн), както и енергия и честота ({\displaystyle E=h\nu } – Планк). Квантът електромагнитно лъчение, наречен още фотон носи енергия и следователно е еквивалентен на маса E/c2. Както е известно от училище, при повдигане на един предмет с маса m в земното гравитационно поле на височина H се изразходва енергия m.g.H. Оттук следва, че при издигането на фотона нагоре той ще губи енергия, което означава увеличаване дължината на вълната. Относителното изменение на енергията ще бъде g.H/c2. Слабо гравитационно червено отместване е наблюдавано в спектъра на Слънцето. По-значителен ефект има при по-масивни звезди или неутронна звезда. При приближаване на източника на лъчението до черна дупка червеното отместване клони към безкрайност.

- Доплеров ефект, източникът на сигнала се отдалечава от приемника. В нерелативисткия случай (малки скорости), относителното изменение на честотата е v/c, където v е скоростта с която се отдалечава източникът.

- Разширяването на Вселената, източникът на сигнала е на голямо разстояние от нас, за времето на разпространение на лъчението Вселената се е разширила многократно и това е „разтегнало“ вълната. Така например светлина от видимата област от една далечна галактика се регистрира на Земята в инфрачервената, а рентгеновото ѝ излъчване попада във видимата област. Погрешно е да се смесват Доплеровия ефект и разширяването на Вселената. Реликтовото излъчване е друг екстремен пример за червено отместване вследствие разширяването на Вселената. Астрономите често задават разстоянията до далечни обекти чрез тяхното червено отместване z, дефинирано като относителното удължаване на дължината на вълната на пристигащото от обекта лъчение.

## История
Историята на червеното отместване започва с развитието на вълновата механика през 19 век и изследването на феномените, свързани с Доплеровия ефект. Доплер правилно предсказва, че ефектът би следвало да важи за всички вълни и предполага, че различните цветове на звездите могат да се дължат на тяхното движение спрямо Земята. Преди това да бъде потвърдено обаче, е изнамерено, че звездните цветове се дължат основно на температурата на звездите, а не на тяхното движение. Едва по-късно Доплер се оказва прав чрез наблюденията на червеното отместване.
Първото Доплерово червено отместване е описано от френския физик Иполит Физо през 1848 г., който посочва, че изместването на спектралните линии при звездите се дължи на Доплеровия ефект. През 1868 г. британският астроном Уилям Хъгинс става първият, определил скоростта на звезда, отдалечаваща се от Земята чрез този метод. През 1871 г. оптичното червено отместване е потвърдено, когато феноменът е наблюдаван във Фраунхоферови линии, използвайки въртенето на Слънцето, с 0.1 Å към червеното. През 1901 г. Аристарх Белополски потвърждава оптичното червено изместване в лаборатория, използвайки система от въртящи се огледала. Най-ранното използване на термина червено отместване в печата е на американския астроном Уолтър Сидни Адамс през 1908 г.
Започвайки с наблюдения през 1912 г., Весто Слайфър открива, че повечето спирални галактики (за които тогава се смята, че са спирални мъглявини) имат значително червено отместване. Слайфър за пръв път докладва измерванията си във встъпителния том на бюлетина на обсерваторията Лауъл. Три години по-късно той пише ревю за списанието Popular Astronomy. В него той заявява, че ранното откритие, че Андромеда има изключителната скорост от –300 km/s, е показало на наличните изследователски инструменти не само спектъра на спиралата, но и нейната скорост. Слайфър докладва скоростите на 15 спирални мъглявини, разпръснати из цялата небесна сфера, всички от които без три имат положителни скорости, тоест се отдалечават от Земята. Впоследствие Едуин Хъбъл открива приблизителна връзка между червеното отместване на тези „мъглявини“ и разстоянието до тях с формулирането на едноименния закон на Хъбъл. Тези наблюдения подкрепят труда на Александър Фридман от 1922 г., в който той извежда едноименните Фридманови уравнения. Днес те се считат за солидно доказателство за разширяващата се вселена и теорията на Големия взрив.

## Измерване и интерпретация
Спектърът на светлината, идващ от един източник, може да бъде измерен. За да се определи червеното отместване е нужно да се търсят черти в спектъра, като например абсорбционни линии, емисионни линии или други вариации в интензитета на светлината. Ако бъдат открити, тези характеристики могат да се сравнят с познатите характеристики в спектъра на различни химични съединения, намерени експериментално на Земята. Един от широко разпространените химични елементи във вселената е водородът. Спектърът на първоначално безлична светлина, просветен през водород, показва спектрална серия, която е характерна за водорода и има черти, които са разпределени на равни интервали. Ако се ограничи до абсорбционни линии, тя ще прилича на илюстрацията горе вдясно. Ако същият модел на интервали се наблюдава в спектъра на отдалечен източник, но с изменена дължина на вълната, източникът може да бъде определен като водород. Ако една и съща спектрална линия се намери и в двата спектъра, но с различна дължина на вълната, тогава червеното отместване може да се изчисли, използвайки уравненията по-долу. Определянето на червеното отместване на обект по този начин се нуждае от диапазон от честота или дължина на вълната. За да се изчисли червеното отместване е нужно да се знае дължината на вълната на излъчената светлина в неподвижната система на източник или, с други думи, дължината на вълната, която би била измерена от наблюдател в съседство и движещ се заедно с източника. Тъй като в астрономическите приложения това измерване не може да бъде осъществено директно, методът, използващ спектрални линии, описан тук се използва вместо това. Червеното отместване не може да се изчислява чрез наблюдения на неидентифицирани обекти, чиято честота в неподвижна система е неизвестна, или имат спектър, който няма характеристики или има бял шум.
Червеното (и синьото) отместване може да се характеризира чрез относителната разлика между наблюдаваната и излъчваната дължина на вълната (или честотата) на обект. В астрономията, за такава промяна често се използва безразмерна величина, наречена z. Ако λ представлява дължината на вълната, а f е честотата, тогава z се определя чрез уравненията:
| С дължина на вълната                                                                                          | С честота                                                                                |
| --- | ---------------------------------------------------------------------------------------- |
| {\displaystyle z={\frac {\lambda _{\mathrm {obsv} }-\lambda _{\mathrm {emit} }}{\lambda _{\mathrm {emit} }}}} | {\displaystyle z={\frac {f_{\mathrm {emit} }-f_{\mathrm {obsv} }}{f_{\mathrm {obsv} }}}} |
| {\displaystyle 1+z={\frac {\lambda _{\mathrm {obsv} }}{\lambda _{\mathrm {emit} }}}}                          | {\displaystyle 1+z={\frac {f_{\mathrm {emit} }}{f_{\mathrm {obsv} }}}}                   |

След като z се измери, разграничението между червено и синьо отместване е просто въпрос на това дали z има положителна или отрицателна стойност. Например, Доплеровото синьо отместване (z < 0) се свързва с обекти, приближаващи към наблюдателя. Обратно, Доплеровото червено отместване (z > 0) се свързва с обекти, отдалечаващи се от наблюдателя. По сходен начин, гравитационното синьо отместване е свързано със светлина, излъчена от източник, намиращ се в по-слабо гравитационно поле от това, в което се намира наблюдателя, докато гравитационното червено отместване загатва обратните условия.
В общата теория на относителността могат да се изведат няколко важни формули на частни случаи на червено отместване в определени геометрии на пространство-времето, които са отбелязани в таблицата по-долу. Във всички случаи големината на отместването (стойността на z) не зависи от дължината на вълната.
| Вид на червеното отместване | Геометрия                                                        | Формула |
| --------------------------- | ---------------------------------------------------------------- | --- |
| Релативистично Доплерово    | Пространство на Минковски (плоско пространство-време)            | За движение, което е изцяло в радиална или линейна посока: {\displaystyle 1+z=\gamma \left(1+{\frac {v_{\parallel }}{c}}\right)={\sqrt {\frac {1+{\frac {v_{\parallel }}{c}}}{1-{\frac {v_{\parallel }}{c}}}}}} {\displaystyle z\approx {\frac {v_{\parallel }}{c}}} for small {\displaystyle v_{\parallel }} За движение, което е изцяло в напречна посока: {\displaystyle 1+z={\frac {1}{\sqrt {1-{\frac {v^{2}}{c^{2}}}}}}} |
| Космологично                | ФЛРУ пространство (разширяваща се вселена след Големия взрив)    | {\displaystyle 1+z={\frac {a_{\mathrm {now} }}{a_{\mathrm {then} }}}} |
| Гравитационно               | Всякакво стационарно пространство-време (геометрия на Шварцшилд) | {\displaystyle 1+z={\sqrt {\frac {g_{tt}({\text{receiver}})}{g_{tt}({\text{source}})}}}} За геометрията на Шварцшилд: {\displaystyle 1+z={\sqrt {\frac {1-{\frac {2GM}{c^{2}r_{\text{receiver}}}}}{1-{\frac {2GM}{c^{2}r_{\text{source}}}}}}}} |